# Patutrejo
Patutrejo is een bestuurslaag in het regentschap Purworejo van de provincie Midden-Java, Indonesië. Patutrejo telt 2020 inwoners (volkstelling 2010).